# Saxifraga richteri
Saxifraga richteri är en stenbräckeväxtart som beskrevs av Luizet och Soulie. Saxifraga richteri ingår i Bräckesläktet som ingår i familjen stenbräckeväxter. Inga underarter finns listade i Catalogue of Life.